# Eublemma postrufa
Eublemma postrufa là một loài bướm đêm trong họ Erebidae.